# Железничка станица Бродарево
Железничка станица Бродарево је једна од железничких станица на прузи Београд—Бар. Налази се насељу Бродарево у општини Пријепоље. Пруга се наставља у једном смеру ка Врбници и у другом према Лучицама. Железничка станица Бродарево састоји се из 3 колосека.

## Повезивање линија
- Пруга Београд—Бар